# Trematosphaeria pertusa
Trematosphaeria pertusa är en svampart som tillhör divisionen sporsäcksvampar, och som först beskrevs av Christiaan Hendrik Persoon, och fick sitt nu gällande namn av Karl Wilhelm Gottlieb Leopold Fuckel. Trematosphaeria pertusa ingår i släktet Trematosphaeria, och familjen Melanommataceae. Arten är reproducerande i Sverige.